# Do You Wanna Touch Me? (Oh Yeah)
«Do You Wanna Touch Me? (Oh Yeah)» — песня Гари Глиттера, написанная им в 1972 году совместно с продюсером Майком Линдером и включённая в альбом Touch Me (1973). Песня была выпущена лейблом Bell Records синглом и в январе 1973 года поднялась до #2 в UK Singles Chart, став третьим большим хитом Глиттера и ознаменовав его восхождение к статусу одного из лидеров британской глэм-рок-сцены.

## Содержание
После того, как у Гари Глиттера возникли проблемы, связанные с обвинениями в педофилии, вопрос, заключённый в рефрене и заголовке (усугублённый деталью прото-диалога: «…Хочешь прикоснуться ко мне здесь? — Где? — Здесь. — Да!»), стал, согласно Allmusic, «вызывать несколько зловещие сексуальные ассоциации, изначально не предполагавшиеся». Сценическое решение песни включало в себя характерный для Глиттера и очень давний элемент его концертов; задавая этот свой вопрос зрителям, он расхаживал затем по краю сцены с вытянутой рукой, отвечая на рукопожатия.

## Издания
- 1973 — Touch Me (3:19) Bell Records / Air Mail Music
- 1974 — Remember Me This Way
- 1980 — The Leader
- 1987 — C’mon C’mon (Party Album) (3:19) Telstar
- 1988 — Live + Alive (3:06)
- 1989 — Gary Glitter’s Gangshow: The Gang, The Band, The Leader Castle Music Ltd.
- 1990 — Greatest Hits (3:20) Rhino
- 1990 — Rock 'n' Roll: The Best of Gary Glitter (Rhino)
- 1990 — Rock and Roll: Gary Glitter’s Greatest Hits (3:20) Rhino
- 1991 — Back Again: The Very Best (3:19) Pickwick
- 1994 — Blockbuster: 18 Smashes of the 70’s (3:19) MCI
- 1994 — Many Happy Returns: The Hits FAME
- 1995 — Glam Years (3:19) Laurence Myers
- 1996 — Glitter 'n' Glitz, Vol. 2 (Sounds Direct)
- 1998 — Seventies Collection (3:15) Crimson Productions
- 2001 — 20 Number 2’s of the 70’s (3:19) EMI Music Distribution
- 2001 — The Best of Gary Glitter (Simply the Best) (3:15) Disky
- 2001 — The Ultimate Gary Glitter (3:18) Big Eye Music
- 2003 — Glamrock Legends (3:19) SPV
- 2005 — I Love Music 1970—1974: Teenage Rampage (3:18) Disky

## Видео
- Do You Wanna Touch Me? (Oh Yeah). — Gary Glitter, 1972.

## Кавер-версии
Самая известная кавер-версия «Do You Wanna Touch Me» принадлежит Джоан Джетт: включённая в альбом Bad Reputation (1981) и выпущенная синглом в 1982 году, она поднялась до #20 в Billboard Hot 100. Версия Джетт была использована в телерекламе TouchSmart компьютеров Hewlett-Packard в 2008 году; ролик был снят с показа после того, как HP узнали, что песню написал Гари Глиттер. Тем не менее, в 2008 году появилось сообщение о том, что Глиттеру причитается гонорар в £100,000 от Hewlett Packard.
- Do You Wanna Touch Me — Joan Jett & the Blackhearts, 1982.